# Critérium du Dauphiné 2017
69. ročník etapového cyklistického závodu Critérium du Dauphiné se konal mezi 4. a 11. červnem 2017 ve Francii. Celkovým vítězem se stal Dán Jakob Fuglsang z týmu Astana. Na druhém a třetím místě se umístili Australan Richie Porte (BMC Racing Team) a Ir Dan Martin (Quick-Step Floors).

## Týmy
Závodu se účastnilo všech 18 UCI WorldTeamů společně s čtyřmi UCI Professional Continental týmy. Každý z 22 týmů přijel s osmi jezdci, na start se tedy postavilo 176 jezdců. Do cíle na Plateau de Solaison dojelo 126 jezdců.
UCI WorldTeamy
- AG2R La Mondiale
- Astana
- Bahrain–Merida
- BMC Racing Team
- Bora–Hansgrohe
- Cannondale–Drapac
- FDJ
- LottoNL–Jumbo
- Lotto–Soudal
- Movistar Team
- Orica–Scott
- Quick-Step Floors
- Team Dimension Data
- Team Katusha–Alpecin
- Team Sky
- Team Sunweb
- Trek–Segafredo
- UAE Team Emirates

UCI Professional Continental týmy
- Cofidis
- Delko–Marseille Provence KTM
- Direct Énergie
- Wanty–Groupe Gobert

## Trasa a etapy
Trasa závodu byla odhalena 16. března 2017.
| Etapa         | Datum         | Trasa                                | Vzdálenost | Typ     | Typ                  | Vítěz                 |
| ------------- | ------------- | ------------------------------------ | ---------- | ------- | -------------------- | --------------------- |
| 1             | 4. června     | Saint-Étienne - Saint-Étienne        | 170,5 km   |         | Zvlněná etapa        | Thomas De Gendt (BEL) |
| 2             | 5. června     | Saint-Chamond - Arlanc               | 171 km     |         | Zvlněná etapa        | Arnaud Démare (FRA)   |
| 3             | 6. června     | Le Chambon-sur-Lignon - Tullins      | 184 km     |         | Rovinatá etapa       | Koen Bouwman (NED)    |
| 4             | 7. června     | La Tour-du-Pin - Bourgoin-Jallieu    | 23,5 km    |         | Individuální časovka | Richie Porte (AUS)    |
| 5             | 8. června     | La Tour-de-Salvagny - Mâcon          | 175,5 km   |         | Rovinatá etapa       | Phil Bauhaus (GER)    |
| 6             | 9. června     | Parc des Oiseaux - La Motte-Servolex | 147,5 km   |         | Středně těžká etapa  | Jakob Fuglsang (DEN)  |
| 7             | 10. června    | Aoste - Alpe d'Huez                  | 168 km     |         | Horská etapa         | Peter Kennaugh (GBR)  |
| 8             | 11. června    | Albertville - Plateau de Solaison    | 115 km     |         | Horská etapa         | Jakob Fuglsang (DEN)  |
| Celková délka | Celková délka | Celková délka                        | 1155 km    | 1155 km | 1155 km              | 1155 km               |

## Průběžné pořadí
| Etapa          | Vítěz           | Celkové pořadí  | Bodovací soutěž | Vrchařská soutěž | Soutěž mladých jezdců | Soutěž týmů      |
| -------------- | --------------- | --------------- | --------------- | ---------------- | --------------------- | ---------------- |
| 1              | Thomas De Gendt | Thomas De Gendt | Thomas De Gendt | Thomas De Gendt  | Pierre Latour         | Lotto–Soudal     |
| 2              | Arnaud Démare   | Thomas De Gendt | Sonny Colbrelli | Thomas De Gendt  | Pierre Latour         | Lotto–Soudal     |
| 3              | Koen Bouwman    | Thomas De Gendt | Arnaud Démare   | Thomas De Gendt  | Pierre Latour         | Lotto–Soudal     |
| 4              | Richie Porte    | Thomas De Gendt | Arnaud Démare   | Thomas De Gendt  | Sam Oomen             | Movistar Team    |
| 5              | Phil Bauhaus    | Thomas De Gendt | Arnaud Démare   | Koen Bouwman     | Sam Oomen             | Movistar Team    |
| 6              | Jakob Fuglsang  | Richie Porte    | Arnaud Démare   | Koen Bouwman     | Emanuel Buchmann      | AG2R La Mondiale |
| 7              | Peter Kennaugh  | Richie Porte    | Arnaud Démare   | Koen Bouwman     | Emanuel Buchmann      | AG2R La Mondiale |
| 8              | Jakob Fuglsang  | Jakob Fuglsang  | Arnaud Démare   | Koen Bouwman     | Emanuel Buchmann      | AG2R La Mondiale |
| Konečné pořadí | Konečné pořadí  | Jakob Fuglsang  | Arnaud Démare   | Koen Bouwman     | Emanuel Buchmann      | AG2R La Mondiale |

## Konečné pořadí
| Legenda | Legenda                           | Legenda | Legenda                                 |
| ------- | --------------------------------- | ------- | --------------------------------------- |
|         | Označuje vítěze celkového pořadí. |         | Označuje vítěze soutěže mladých jezdců. |
|         | Označuje vítěze bodovací soutěže. |         | Označuje vítěze vrchařské soutěže.      |
|         | Označuje vítěze soutěže týmů.     |         |                                         |

### Celkové pořadí
| Pořadí | Jezdec             | Tým               | Čas         |
| ------ | ------------------ | ----------------- | ----------- |
| 1      | Jakob Fuglsang     | Astana            | 29h 05’ 54” |
| 2      | Richie Porte       | BMC Racing Team   | + 10”       |
| 3      | Dan Martin         | Quick-Step Floors | + 1’ 32”    |
| 4      | Chris Froome       | Team Sky          | + 1’ 33”    |
| 5      | Fabio Aru          | Astana            | + 1’ 37”    |
| 6      | Romain Bardet      | AG2R La Mondiale  | + 2’ 04”    |
| 7      | Emanuel Buchmann   | Bora–Hansgrohe    | + 2’ 32”    |
| 8      | Louis Meintjes     | UAE Team Emirates | + 3’ 12”    |
| 9      | Alejandro Valverde | Movistar Team     | + 4’ 08”    |
| 10     | Rafael Valls       | Lotto–Soudal      | + 4’ 40”    |

### Bodovací soutěž
| Pořadí | Jezdec               | Tým                 | Body |
| ------ | -------------------- | ------------------- | ---- |
| 1      | Arnaud Démare        | FDJ                 | 59   |
| 2      | Phil Bauhaus         | Team Sunweb         | 47   |
| 3      | Richie Porte         | BMC Racing Team     | 36   |
| 4      | Jakob Fuglsang       | Astana              | 34   |
| 5      | Ben Swift            | UAE Team Emirates   | 32   |
| 6      | Alejandro Valverde   | Movistar Team       | 27   |
| 7      | Koen Bouwman         | LottoNL–Jumbo       | 25   |
| 8      | Emanuel Buchmann     | Bora–Hansgrohe      | 25   |
| 9      | Edvald Boasson Hagen | Team Dimension Data | 24   |
| 10     | Axel Domont          | AG2R La Mondiale    | 22   |

### Vrchařská soutěž
| Pořadí | Jezdec         | Tým               | Body |
| ------ | -------------- | ----------------- | ---- |
| 1      | Koen Bouwman   | LottoNL–Jumbo     | 44   |
| 2      | Fabio Aru      | Astana            | 29   |
| 3      | Ben Swift      | UAE Team Emirates | 29   |
| 4      | Jakob Fuglsang | Astana            | 26   |
| 5      | Dan Martin     | Quick-Step Floors | 24   |
| 6      | Peter Kennaugh | Team Sky          | 21   |
| 7      | Jesús Herrada  | Movistar Team     | 18   |
| 8      | Richie Porte   | BMC Racing Team   | 16   |
| 9      | Tony Gallopin  | Lotto–Soudal      | 15   |
| 10     | David Gaudu    | FDJ               | 14   |

### Soutěž mladých jezdců
| Pořadí | Jezdec           | Tým                 | Čas         |
| ------ | ---------------- | ------------------- | ----------- |
| 1      | Emanuel Buchmann | Bora–Hansgrohe      | 29h 08’ 26” |
| 2      | Louis Meintjes   | UAE Team Emirates   | + 40”       |
| 3      | Tiesj Benoot     | Lotto–Soudal        | + 5’ 31”    |
| 4      | Simon Yates      | Orica–Scott         | + 6’ 30”    |
| 5      | Sam Oomen        | Team Sunweb         | + 6’ 31”    |
| 6      | Pierre Latour    | AG2R La Mondiale    | + 9’ 44”    |
| 7      | Guillaume Martin | Wanty–Groupe Gobert | + 12’ 12”   |
| 8      | Jack Haig        | Orica–Scott         | + 28’ 00”   |
| 9      | Damien Howson    | Orica–Scott         | + 34’ 19”   |
| 10     | Richard Carapaz  | Movistar Team       | + 35’ 18”   |

### Soutěž týmů
| Pořadí | Tým                 | Čas         |
| ------ | ------------------- | ----------- |
| 1      | AG2R La Mondiale    | 87h 44’ 22” |
| 2      | Lotto–Soudal        | + 7’ 27”    |
| 3      | Astana              | + 8’ 36”    |
| 4      | Trek–Segafredo      | + 9’ 39”    |
| 5      | Orica–Scott         | + 19’ 11”   |
| 6      | Movistar Team       | + 21’ 49”   |
| 7      | UAE Team Emirates   | + 24’ 26”   |
| 8      | BMC Racing Team     | + 37’ 02”   |
| 9      | Team Sky            | + 37’ 33”   |
| 10     | Wanty–Groupe Gobert | + 51’ 11”   |